# Barron (motorfiets)
Barron is een historisch Brits motorfietsmerk.
Barron werd opgericht in 1976 door Barron Eurotrade Limited in Hornchurch (Essex). Het bedrijf betrok zijn (125 cc) blokjes van Minarelli en liet de frames bij het Poolse WSK maken. Uiteindelijk paste Barron badge engineering toe: Italiaanse Fantic crossmotortjes werden van het "Barron"-logo voorzien. De verkoop van deze machines eindigde in 1981.